# Península de San Luis

Mapa de las islas con los topónimos en idioma español.

La península de San Luis es una extensa península ubicada entre la bahía de la Anunciación (al sur) y la bahía de la Maravilla (al oeste) en el noreste de la isla Soledad, en las Islas Malvinas, que según la Organización de las Naciones Unidas (ONU), están en litigio de soberanía entre el Reino Unido, quien la administra como parte del territorio británico de ultramar de las Malvinas, y la Argentina, quien reclama su devolución, y la integra en el departamento Islas del Atlántico Sur de la provincia de Tierra del Fuego, Antártida e Islas del Atlántico Sur. No posee un nombre en idioma inglés.

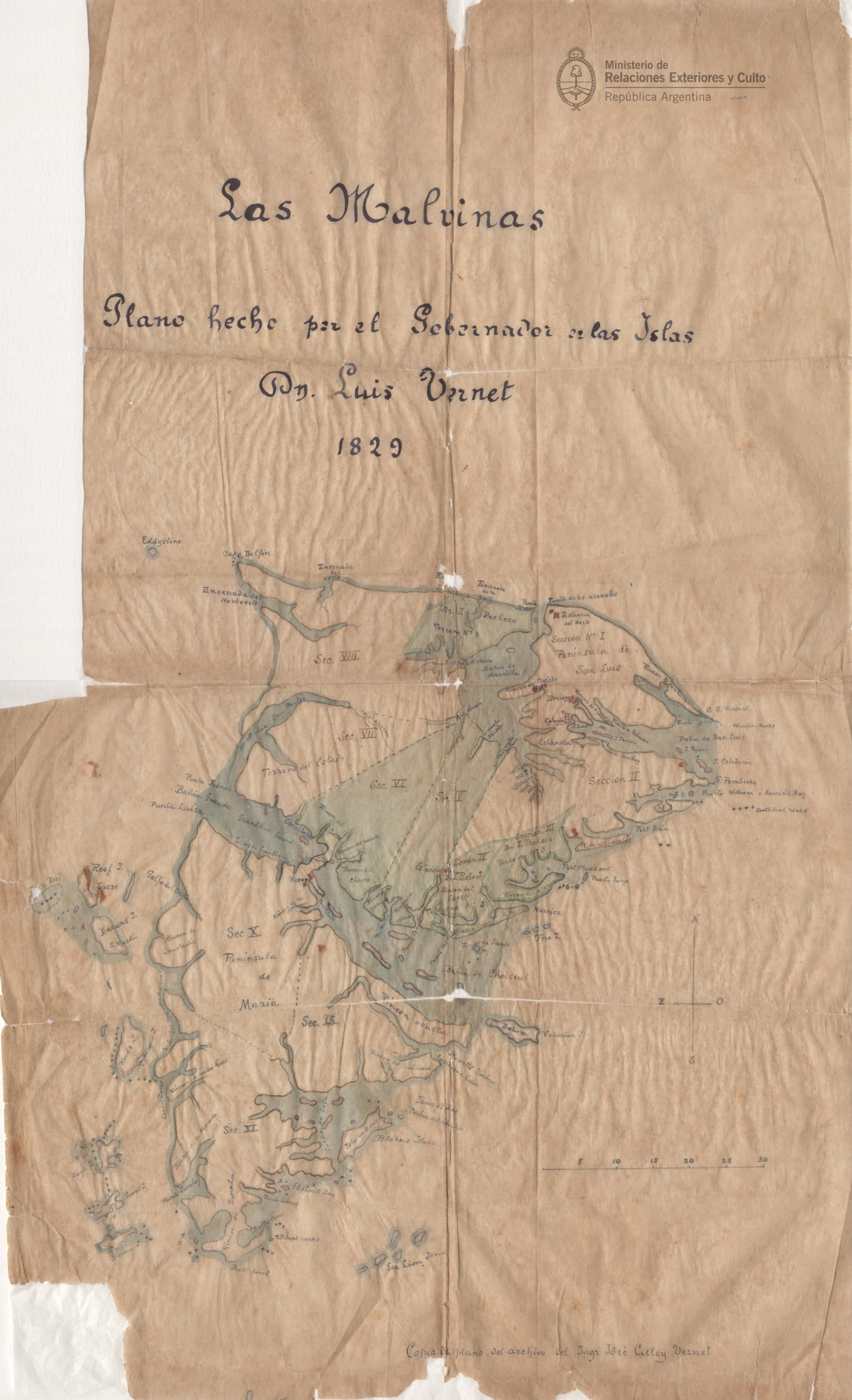
Plano hecho por el gobernador de las Malvinas Luis Vernet en 1829 y conservado en la Cancillería Argentina, donde aparece la península de San Luis.

Su istmo (que la distingue del resto de la isla) se encuentra al sur de Puerto Soledad y al norte de la península de Freycinet. El promontorio Lamadrid conforma su extremo norte y la punta Voluntario su extremo este. Otros asentamientos del lugar son Puerto Johnson y Rincón Grande y entre las varias lagunas que posee se destacan la laguna Voluntario y la laguna del Holandés. Además, es la menor de las tres penínsulas mayores de la isla Soledad.